# الفاخورة
الفاخورة بلدة وناحية سوريّة إداريّة تتبع منطقة القرداحة في محافظة اللاذقية. بلغ عدد سكان الناحية 17722 نسمة حسب تعداد عام 2004.